# Ресум
Ресум (нім. Reeßum) — громада в Німеччині, розташована в землі Нижня Саксонія. Входить до складу району Ротенбург-на-Вюмме. Складова частина об'єднання громад Зоттрум.
Площа — 28,47 км2. Населення становить 1800 ос. (станом на 31 грудня 2021).